# 韩灿才
韩灿才（羅馬化：chatchai wiriyawetkun），泰国外交官，现任泰国驻中华人民共和国大使。

## 经历
韩灿才曾任泰国外交部东亚司司长。2024年1月30日，被任命为泰国驻中华人民共和国大使。
2024年4月2日，韩灿才抵华，次日（4月3日）向外交部礼宾司副司长李津津递交国书副本。